# Спасоје Самарџић
Спасоје Паја Самарџић (Србице, 20. мај 1941) бивши је српски фудбалер и тренер, репрезентативац Југославије.

## Спортска биографија
Рођен је 20. маја 1942. у селу Краљица код Србице, предео Дреница на Косову и Метохији. Фудбалску каријеру је започео 1957. године у млађим категоријама Новог Београда. Играо је углавном на позицији десног крила. Од 1958. до децембра 1966, са успехом је носио дрес ОФК Београда. Освојио је у том периоду два Купа Југославије (1962, 1966) и друго место у првенственој сезони 1963/64. са три бода мање од Црвене звезде.
Три сезоне је играо у холандском првенству за екипе Твенте (1966—1967) и Фајенорд (1967—1969), а каријеру је завршио у француској екипи Сент Етјен (1969—1972).
Уз три утакмице за омладинску (1959) и једну за младу репрезентацију (1963), за нешто више од четири године одиграо је 26 утакмица за најбољу селекцију Југославије, постигао три гола. Дебитовао је 16. септембра 1962. против Источне Немачке (2:2) у Лајпцигу, а последњи пут за национални тим је наступио 19. октобра 1966. против Чехословачке (1:0) у Београду. Био је у саставу репрезентације Југославије која је играла на Олимпијским играма 1964. у Јапану.
Након завршетка играчке каријере, једно краће време био је тренер Срема из Јакова и Београда са Карабурме.

## Голови за репрезентацију
| #  | Датум             | Место   | Противник    | Резултат | Такмичење             |
| -- | ----------------- | ------- | ------------ | -------- | --------------------- |
| 1. | 6. октобар 1963.  | Београд | Мађарска     | 2:0      | Пријатељска           |
| 2. | 17. мај 1964.     | Праг    | Чехословачка | 2:3      | Пријатељска           |
| 3. | 13. октобар 1964. | Токио   | Мароко       | 3:1      | Олимпијске игре 1964. |

## Успеси
- ОФК Београд
  - Куп Југославије: 1962, 1966.
- Фајенорд
  - Ередивизија: 1969.
  - Куп Холандије: 1969.
  - Интертото куп: 1967, 1968.
- Сент Етјен
  - Прва лига Француске: 1970.
  - Куп Француске: 1970.